# Comuna Zăpodeni, Vaslui
Zăpodeni este o comună în județul Vaslui, Moldova, România, formată din satele Butucăria, Ciofeni, Delea, Dobroslovești, Măcrești, Portari, Telejna, Uncești și Zăpodeni (reședința).

## Demografie
Componența etnică a comunei Zăpodeni
     Români (89,58%)
     Alte etnii (10,42%)
Componența confesională a comunei Zăpodeni
     Ortodocși (89,21%)
     Alte religii (0,16%)
     Necunoscută (10,63%)
Conform recensământului efectuat în 2021, populația comunei Zăpodeni se ridică la 3.743 de locuitori, în creștere față de recensământul anterior din 2011, când fuseseră înregistrați 3.724 de locuitori. Majoritatea locuitorilor sunt români (89,58%). Din punct de vedere confesional, majoritatea locuitorilor sunt ortodocși (89,21%), iar pentru 10,63% nu se cunoaște apartenența confesională.

## Politică și administrație
Comuna Zăpodeni este administrată de un primar și un consiliu local compus din 13 consilieri. Primarul, Ionel Chiratcu[*], de la Partidul Social Democrat, este în funcție din 2016. Începând cu alegerile locale din 2024, consiliul local are următoarea componență pe partide politice:
|  | Partid                          | Consilieri | Componența Consiliului | Componența Consiliului | Componența Consiliului | Componența Consiliului | Componența Consiliului | Componența Consiliului |
|  | ------------------------------- | ---------- | ---------------------- | ---------------------- | ---------------------- | ---------------------- | ---------------------- | ---------------------- |
|  | Partidul Social Democrat        | 6          |                        |                        |                        |                        |                        |                        |
|  | Partidul Național Liberal       | 4          |                        |                        |                        |                        |                        |                        |
|  | Alianța Dreapta Unită           | 2          |                        |                        |                        |                        |                        |                        |
|  | Alianța pentru Unirea Românilor | 1          |                        |                        |                        |                        |                        |                        |